# Zehnthof (Leutesdorf)

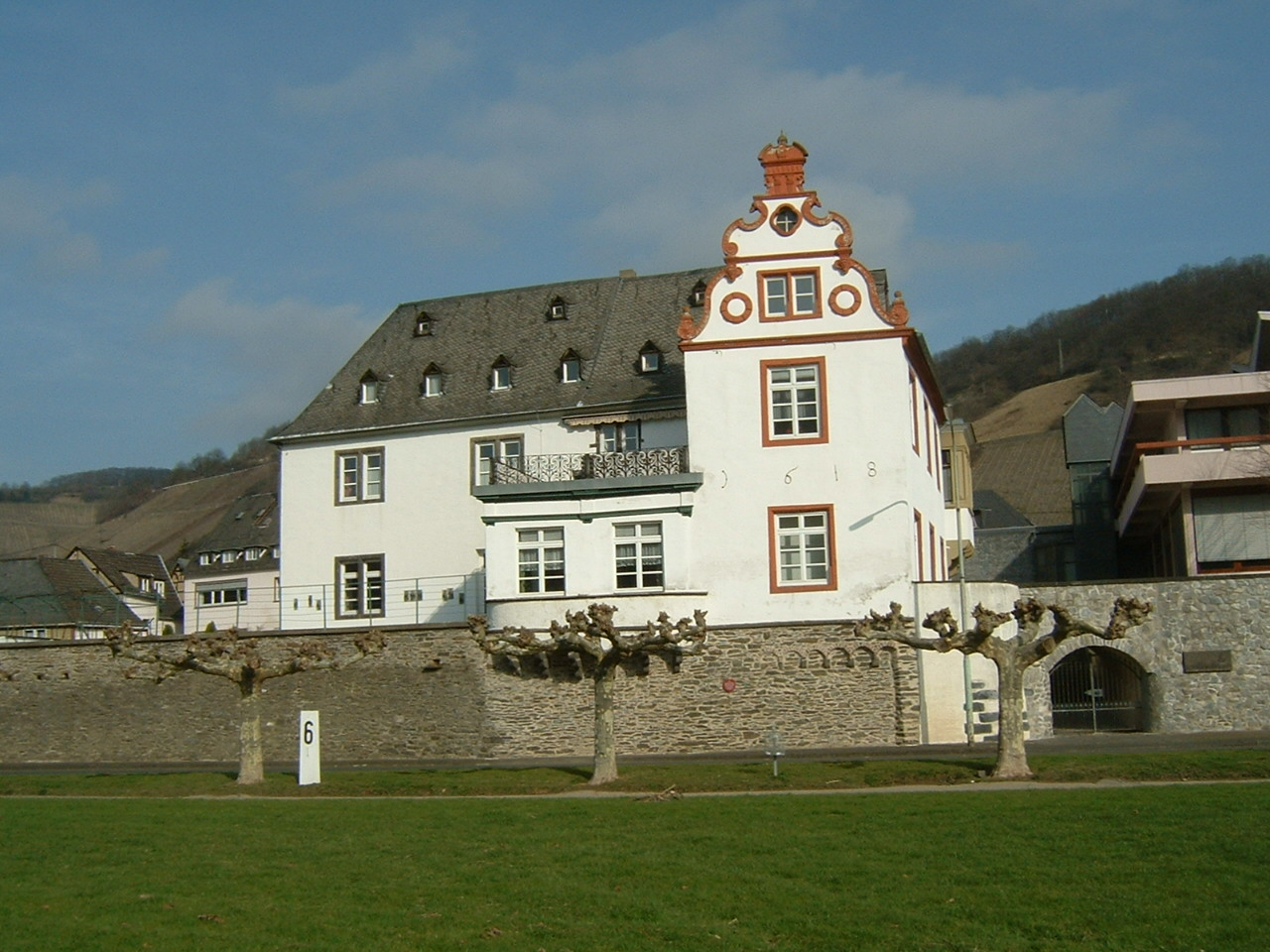
Der Zehnthof in Leutesdorf, Foto aus 2007 vor dem Umbau zum Seminarhaus der Jugendherberge

Der Zehnthof (auch der Zenn oder die Zinn) ist eine winkelförmige Gebäudeanlage mit rheinseitiger Stützmauer und einem Renaissancegiebel an der Rheinstraße 25 in Leutesdorf am Rhein, welches zum Landkreis Neuwied gehört. Der das Gebäude prägende Giebel ist vom Rhein aus gut sichtbar. Es ist als Kulturdenkmal in der Denkmalliste des Landes Rheinland-Pfalz eingetragen: Liste der Kulturdenkmäler in Leutesdorf. Zugehörig war die Kapelle des ehemaligen Exerzitienhauses des Johannes-Haw-Heims, die sogenannte Blaue Kapelle, die ein 1965 erbautes Glasfenster von Johannes Schreiter enthält. Sie wurde im Rahmen des Neubaus abgerissen und das Glasfenster wurde ins Ausland verkauft.

## Geschichte
Das Gebäude wurde zu Beginn des Dreißigjährigen Krieges von dem kurtrierischen Schultheiß Kuno Schmitz erbaut. Die am Gebäude erhaltene Jahreszahl gibt 1618 als Baudatum an. 1671 wurde die Zinn an Karl Kaspar von der Leyen, den Erben des Erzbischofs von Trier, verkauft. In den folgenden Jahrzehnten wurde es für Übernachtungen der Trierer Kurfürsten während der Hofjagden auf Hirsche in den Leutesdorfer und Rheinbrohler Wäldern genutzt. Der Name Zehnthof beruht auf dem von der Kirche beanspruchten Zehntel der Einkünfte in der Rechtsordnung des Mittelalters. In Leutesdorf war auf dem Grundstück der Zinn 1761 ein Kelterhaus gebaut worden, in dem ein Zehntel der Weinernte der abhängigen Weinbauern gesammelt wurde, auf den das Kloster Herford einen Anspruch erhob. 
1803 wurden im Reichsdeputationshauptschluss die geistlichen Territorien säkularisiert und das Zehnthaus ging in Privatbesitz über, es wurde mehrfach an- und umgebaut. Im Laufe des 19. Jahrhunderts gehörte das zu dieser Zeit Schusterinsel genannte Gebäude einem Opladener Textilbetrieb. Dieser vermietete es ab 1945 an den Johannesbund und verkaufte es 1949 an diese Ordensgemeinschaft. Von da an hieß es Agnesheim und beherbergte ältere Menschen und ledige Mütter sowie einige Schwestern der Ordensgemeinschaft. Von 1952 bis 1966 zog die Schriftenmission des Johannesbundes in die untere Etage ihre Räume das Gebäude ein. Danach wurde es eine Zeitlang von der Säkulargemeinschaft Ancillae Domini bewohnt und stand vor den Umbauplänen leer.

## Neubau Jugendherberge Kloster Leutesdorf

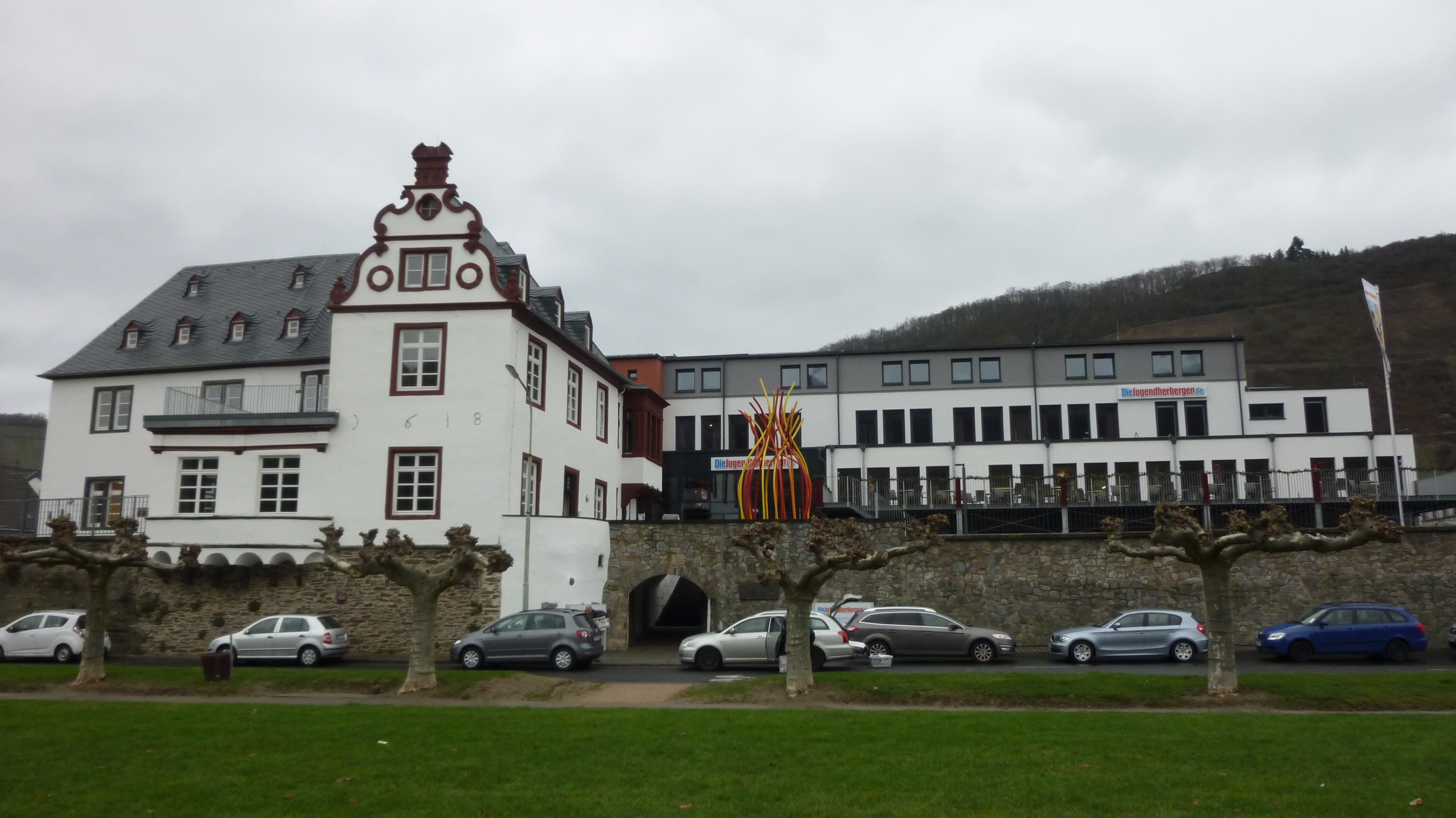
Jugendherberge mit Zehnthof, Rheinseite

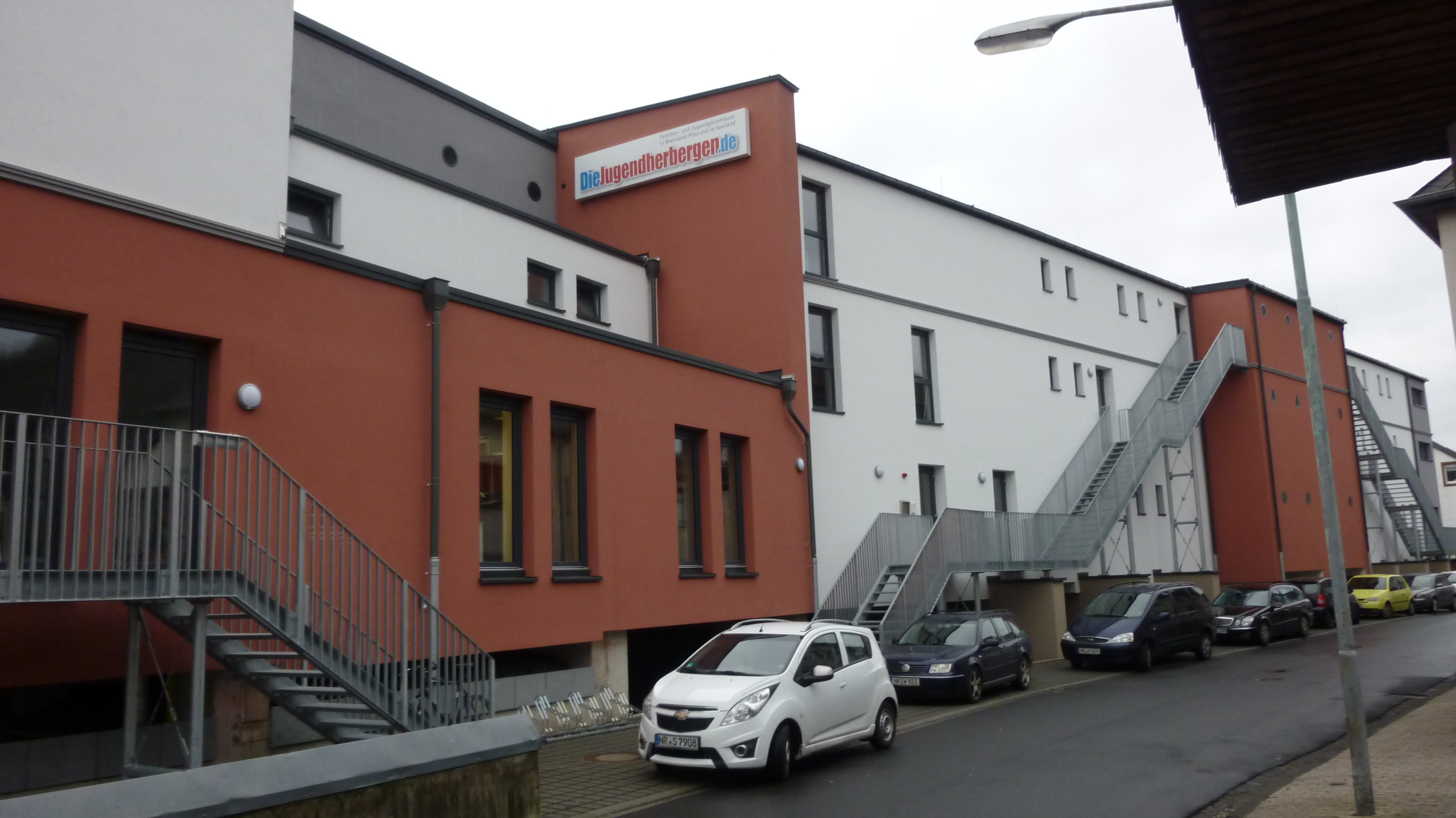
Jugendherberge Straßenseite

2012 stellte die Verbandsgemeinde Bad Hönningen einen Antrag zum Umbau des Gebäudekomplexes mit einem Neubau zur Nutzung als Jugendherberge. Das Planungsgebiet umfasste eine Fläche von 0,6 ha angrenzend an vier die Gemeindestraßen Zehnthofstraße, Johannes M. Haw-Straße, Rheinstraße und Allergasse. Zu klären war zunächst der notwendige Hochwasserschutz, für den das Gebäude aufgeständert werden sollte, damit es bei Hochwasser unterflutet werden kann. Die Überbauungen des Gebäudes in den 1950er bis 1970er Jahren sollten zurückgebaut werden.
Am 13. Januar 2013 übergab Innenminister Roger Lewentz den Bewilligungsbescheid über die Projektförderung, an der sich das Land Rheinland-Pfalz mit 6,4 Millionen Euro beteiligte. Die Gesamtkosten betrugen 8,75 Millionen Euro. Aus Kostengründen wurde von der zunächst angedachten Sanierung des früheren Klostergebäudes am Leutesdorfer Rheinufer (Johannes-Haw-Heim) Abstand genommen, dieses Gebäude stattdessen abgerissen und durch einen Neubau ersetzt, in dem die mehrgeschossige Jugendherberge mit 37 Gästezimmern und insgesamt 151 Betten untergebracht ist. Acht der Gästezimmer sind behindertenfreundlich ausgebaut. In der Zinn selbst sind die Seminarräume untergebracht. Ein Bautagebuch dokumentiert die zweijährige Bauphase.
Am 19. Juni 2015 fand die feierliche Eröffnung der Jugendherberge statt, die den Namen Jugendherberge Kloster Leutesdorf trägt. Das Land und die beteiligte Verbandsgemeinde erhoffen, so Innenminister Roger Lewentz in der Eröffnungsrede, mit den projektierten 30.000 Übernachtungen im Jahr eine Belebung des Tourismus in der Region. Nach Angabe der Zentrale der Jugendherbergen ist das ehemalige Johannes-Haw-Heim die 44. Herberge im Land Rheinland-Pfalz. 2016 zählte die Jugendherberge 28.240 Übernachtungen.